# Villevenard

Villevenard este o comună în departamentul Marne, Franța. În 2009 avea o populație de 195 de locuitori.